# Andy Wilson (Fußballspieler, 1896)
Andrew „Andy“ Nisbet Wilson (* 14. Februar 1896 in Newmains; † 15. Oktober 1973 in London) war ein schottischer Fußballspieler.

## Sportlicher Werdegang
Wilson begann seine Karriere bei den Cambuslang Rangers. Kurz vor Ausbruch des Wersten Weltkriegs zog der Stürmer zum englischen FC Middlesbrough. Nachdem der Spielbetrieb dort kriegsbedingt eingestellt worden war, kehrte er als Gastspieler von Hamilton Academical und Heart of Midlothian zeitweise nach Schottland zurück. Im April 1918 war er zudem bei Leeds United als Gastspieler aktiv. 1919 wechselte er dauerhaft zu Dunfermline Athletic, seinerzeit in der mit der Scottish Football League konkurrierenden Central Football League antretend. Dabei avancierte er 1920 zum offiziellen schottischen Nationalspieler – bereits während des Krieges war er in einem inoffiziellen Auswahlspiel aufgelaufen. Im Rahmen der British Home Championship debütierte er beim 3:0-Erfolg über Irland, dabei erzielte er das erste seiner 13 in zwölf bis 1923 absolvierten Länderspielen erzielten Auswahltore. 1921 wechselte er erneut zum FC Middlesbrough in die Football League, wo er sich in der First Division als regelmäßiger Torschütze auszeichnete. In der Spielzeit 1921/22 krönte er sich mit 31 Saisontreffern zum Torschützenkönig, der Klub beendete die Spielzeit auf dem achten Tabellenplatz. 
Im November 1923 wechselte Wilson innerhalb der First Division vom FC Middlesbrough zum FC Chelsea nach London. In der Spielzeit 1923/24 war er vereinsintern für beide Klubs der jeweils beste Torschütze – die Klubs belegten zudem am Saisonende die beiden Abstiegsplätze. Unter Trainer David Calderhead etablierte er sich dauerhaft als Stammspieler in der Angriffsreihe des um den Wiederaufstieg spielenden Klubs. In der Zweitligasaison 1925/26 wurde er mit dem Klub hinter The Wednesday und Derby County und in der Spielzeit 1927/28 hinter Manchester City und Leeds United jeweils Tabellendritter, erst am Ende der Spielzeit 1929/30 gelang als Vizemeister hinter dem FC Blackpool der Aufstieg aus der Second Division. Anschließend verpflichtete der Klub mit seinen schottischen Landsmännern Hughie Gallacher, Alec Cheyne und Alex Jackson drei neue Stürmer. Kurz nach Beginn der Spielzeit 1931/32 in der First Division zog er daraufhin im Oktober 1931 innerhalb der britischen Hauptstadt zu den Queens Park Rangers in die drittklassige Third Division South weiter, ehe er 1932 nach Frankreich wechselte. Beim Sporting Club de Nîmes spielte er erneut an der Seite von Cheyne.
1934 beendete Wilson seine aktive Laufbahn und übernahm für drei Jahre das Traineramt beim FC Walsall, später gehörte er beim FC Chelsea unter William Birrell – vormals Mitspieler beim FC Middlesbrough – zum Trainerteam. Nach dem Zweiten Weltkrieg war er unter anderem bei Gravesend & Northfleet FC in der Southern League tätig, wurde aber, nachdem er sich mit der Vereinsführung überworfen hatte, nach nur einer Saison durch Fred Lester ersetzt.
Aufgrund einer im Ersten Weltkrieg zugezogenen Verletzung musste Wilson ein Arm amputiert werden.